# Перо Димитровски
Перо Димитровски (на македонска литературна норма: Перо Димитровски, на хърватски: Pero Dimitrovski) е хърватски и северномакедонски строителен инженер.

## Биография
Роден е на 7 юни 1928 година в Битоля, тогава в Кралство Югославия, днес Северна Македония. В 1947 година завършва гимназия в родния си град. След това учи морско инженерство в периода 1947 – 1949 година в Политехническия университет в Гданск. В 1953 година завършва корабостроителния факултет на Техническия факултет в Загреб. Работи по планирането и развитието на корабостроителницата „3 май“ в Риека от 1954 година. Като старши преподавател във Факултета по машиностроене и корабостроене в Загреб от 1975 година, той преподава организация на корабостроителницата и участва в следдипломно обучение. В 1986 година е избран за член на Научния съвет по морско дело на Хърватската академия за наука и изкуство. Занимава се с планирането и организацията на работата на корабостроителниците и тяхното управление и операции.
Aвтор e на няколко професионални и научни статии. Сътрудничи в списанията и антологиите „Билтен“, „3 май“ (1962–64, 1966–68), „Корабостроене“ (1969, 1981, 1988), „Теория и практика на корабостроенето“ (1974, 1976, 1978, 1980, 1982, 1984, 1986, 1990), „Военноморски сборник“ (1977, 1988), „Бизнес политика“ (1977), „Икономика на съвместната работа“ (1980), „Сборници на Икономическия факултет“ (Риека 1982, 1984, 1986) и „Сборници на Факултета по инженерство и корабостроене“ (Загреб 1989).